# Jean-François Cayrey
Jean François Cayrey est un comédien et humoriste français.

## Biographie

### Formation
Jean-François Cayrey obtient un BTS de commerce international[réf. souhaitée]. Il suit les cours du café de la gare du comédien et metteur en scène Pascal Daubias[réf. souhaitée]. Durant sa formation d'acteur, il a été l'élève de Robert Cordier[réf. souhaitée].

### Carrière
En 2006 et 2007, Jean François Cayrey joue dans la pièce Amour et chipolatas de Jean-Luc Lemoine[réf. souhaitée].
De 2009 à 2012 il fait partie de la troupe du Jamel Comedy Club produit par Jamel Debbouze.
En 2011, en parallèle du Tour de France, il incarne dans la web-série Les Yeux dans les pneus Francky Gicquel, dit la Giclette, un ex-cycliste amateur de 42 ans qui tente un come-back au sein de l'équipe cycliste Europcar de Jean-René Bernaudeau. Il y côtoie notamment Thomas Voeckler et Anthony Charteau[réf. souhaitée].
En 2014, dans son spectacle Ils sont cons ou c'est moi ? produit par Dany Boon au Petit palais des glaces à Paris, il se moque des fonctionnaires, des syndicalistes, de l'écologie, de la pensée unique et des bons sentiments.
Au cinéma, il obtient un de ses premiers rôles importants, celui de Sylvain dans la comédie Situation amoureuse : c'est compliqué de Manu Payet et Rodolphe Lauga.
En avril 2016, il intègre l'équipe de Les Pieds dans le plat sur Europe 1 avec Cyril Hanouna.

## Théâtre
- 2006-2007 : Amour et chipolatas de Jean-Luc Lemoine
- 2011 : Complètement libre
- 2014 : Ils sont cons ou c'est moi ?, Petit palais des glaces, Paris[1]
- 2019 : Un grand cri d'amour de Josiane Balasko, mise en scène Marie Pascale Osterrieth, théâtre des Bouffes Parisiens

## Filmographie

### Cinéma
- 2011 : La Planque d'Akim Isker : l'officier de police
- 2011 : Intouchables d'Olivier Nakache et Éric Toledano : le 2e auxiliaire de vie social
- 2012 : Comme des frères d'Hugo Gélin : le lieutenant de gendarmerie
- 2012 : Vive la France de Michaël Youn : le chauffeur de taxi
- 2013 : Né quelque part de Mohamed Hamidi : fonctionnaire consulat
- 2014 : Goal of the dead de Benjamin Rocher et Thierry Poiraud : Cuillère
- 2014 : Situation amoureuse : c'est compliqué de Manu Payet : Sylvain
- 2014 : Le Père Noël d'Alexandre Coffre : policier métro
- 2015 : Le Tournoi de Élodie Namer : commentateur français
- 2015 : Jamais de la vie de Pierre Jolivet : Antoine
- 2015 : On voulait tout casser de Philippe Guillard : Pancho
- 2016 : Maman a tort de Marc Fitoussi : Blanchard
- 2017 : Raid Dingue de Dany Boon : le commissaire
- 2017 : Boule et Bill 2 de Pascal Bourdiaux : Antoine Bérigaud
- 2017 : Daddy Cool de Maxime Govare : Emmanuel
- 2018 : Monsieur je-sais-tout de Stéphan Archinard et François Prévôt-Leygonie : Louis Germain
- 2018 : Tamara Vol.2 d'Alexandre Castagnetti : le coach de natation
- 2019 : Chamboultout d'Eric Lavaine : Loïc
- 2019 : La Source de Rodolphe Lauga : Lionel Pommier
- 2019 : Place des victoires de Yoann Guillouzouic : le beau-frère de Bruno
- 2020 : Papi Sitter de Philippe Guillard : Franck
- 2020 : Les Blagues de Toto de Pascal Bourdiaux : M. William
- 2021 : Un tour chez ma fille d'Eric Lavaine : Lech
- 2021 : Tokyo Shaking d'Olivier Peyon : Michel
- 2021 : Barbaque de Fabrice Éboué : Marc Brachard
- 2022 : Mon héroïne de Noémie Lefort : Hugues Grand
- 2023 : Les Complices de Cécilia Rouaud : Jacques-Yves
- 2023 : Une année difficile d'Éric Toledano et Olivier Nakache : Marco
- 2023 : Chasse gardée d'Antonin Fourlon et Frédéric Forestier : Michel
- 2023 : Noël Joyeux de Clément Michel : Mangin
- 2024 : Jamais sans mon psy d'Arnaud Lemort : Franck Larivière
- 2025 : Certains l'aiment chauve de Camille Delamarre : Victor Kahuzac
- 2025 : Chasse gardée 2 d'Antonin Fourlon et Frédéric Forestier : Michel

### Télévision
- 1995 : Talk Show : Gégé
- 2008 : Tongs et pareo sur M6 : Bob
- 2009 : Inside Jamel Comedy Club sur Canal+ : régisseur du Jamel Comedy Club
- 2012 : Bref. : le plombier (saison 1, épisode 42 : J'ai un nouvel appart')
- 2012 : Jamel Comedy Club sur Canal+
- 2015 : Stars sous hypnose sur TF1
- 2017 : Zone Blanche : Marc Lercier
- 2017 : Les Bracelets rouges de Nicolas Cuche : Bruno
- 2022 : Tous Inconnus de Nicolas Hourès : lui-même
- 2023 : Tropiques criminels : commandant Eider (saison 4, épisode 2 : La Pagerie)
- 2024 : La Peste d'Antoine Garceau : chef de poste
- 2024 : Section de recherches (saison 17, épisodes 1 et 2 : Le 12e passager)
- 2025 : Haute saison de Clément Michel : Pascal
- 2025 : Bref. : l'instructeur de l'académie des oncles (saison, épisode 3 : C'est une question de point de vue)
- 2025 : Clean de Cathy Verney : Benoît

### Web-Série
- 2011 : Les Yeux dans les pneus : Francky Gicquel